# Misumena picta
Misumena picta är en spindelart som beskrevs av Franganillo 1926. Misumena picta ingår i släktet Misumena och familjen krabbspindlar.
Artens utbredningsområde är Kuba. Inga underarter finns listade i Catalogue of Life.